# Hacilar

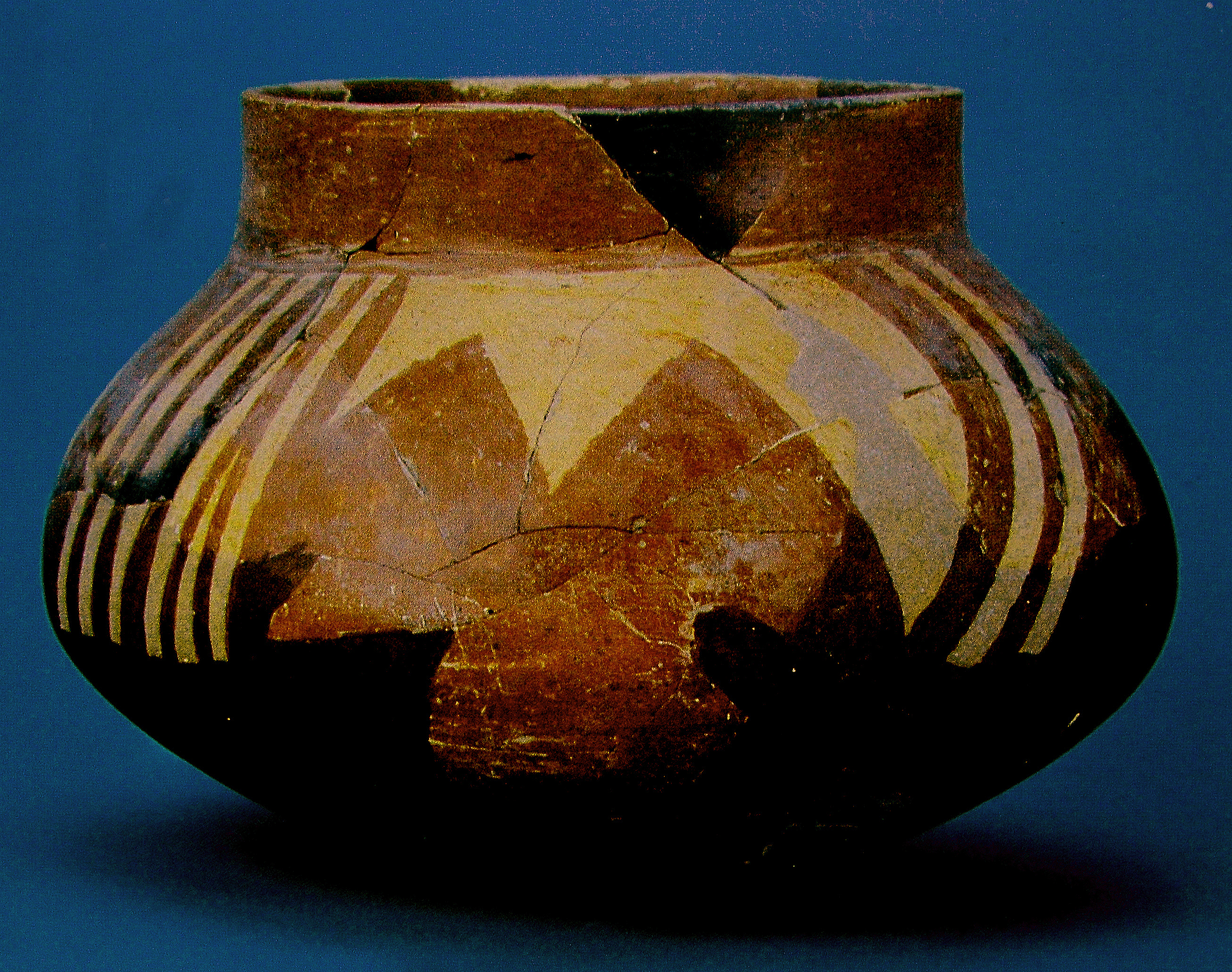
Színes kerámiaedény (i.e. 6. e.) ACM, Ankara

Hacilar újkőkori település feltárt lelőhelye Törökországban, 25 km-re a mai Burdur-tól délnyugatra. Az első feltárt emberi települési nyomok az i.e. 7040-ből származnak. A régészeti terület több őskori perióduson át lakott volt.

## A régészeti hely ismertetése
Az őskori település végleges megszűnte után a terület elhanyagolt sima halommá (tell, höyük) vált, és így is maradt 1956-ig. Ebben az évben egy helyi tanár mutatta meg a dombot a brit James Mellaart régésznek, aki 1957-ben megkezdte a lelőhely feltárását. A régészeti kutatások Mellaart irányításával 1960-ig folytak. A feltárt leletek jelenleg az ankarai Anatóliai Civilizációk Múzeumában kerültek bemutatásra. Hacilar régészeti jelentőségét az adja, hogy az állandó emberi település Catalhöyüköt követő közvetlen fejlődési folyamatát reprezentálja.
A Hacilarban feltárt lakóépületek fejlettebb, de a catalhöyükiekhez hasonló kialakításúak. A helyiségek belső udvar köré vannak csoportosítva. Minden lakóépület – az eső- és talajvíz elleni védekezés érdekében – kőalapozással épült.
Az épületek felmenő falszerkezete – a nálunk is ismert népi építészeti módon – patics-, vagy égetés nélküli, napon szárított agyagtéglából készült, sártapasztással és meszeléssel. Az épületek lapostetősek voltak. A födémet fagerendákból készítették, faoszlop-alátámasztással. A régészek úgy vélik, hogy ezek a házak fából készített emeleti szinttel rendelkeztek.
A belső terek díszítés nélküli sima meszelt agyagvakolatúak, és csak ritkán festették őket. Idővel változások történtek a lakóegységek kialakításánál: agyaghabarcsból készített padlóburkolás készült. A falakban szekrények részére jól hasznosítható bemélyedéseket készítettek. A konyha kikerült a nappali helyiségből, az épület felső szintjét magtárnak és/vagy munkahelynek használták.
Çatalhöyükkel szemben itt a halottakat a városon kívül temették el. A házakban Hacilarban is megtalálhatók az anyaistennő-ábrázolások, ülő- vagy álló pózban, terrakottából. Az itt talált színezőanyag-maradványok alapján az sem zárható ki, hogy itt textilszövést is folytattak.
A hacilari – jól kiégetett, polírozott – cserépáruk vörös, barna és vöröses-sárga színezésűek. Magas fényre polírozott agyagkorsók, vörös színárnyalattal, nőifej- és számos más formára kialakított, állatformájú szakrális célú korsók (szarvas, disznó, madár) szemlélhetők a tárlókban. Növényi maradványok és a tűzkőszerszámokon található nyomok alapján ismert, hogy Hacilar lakói földműveléssel foglalkoztak.

## Lásd még
- Anatóliai Civilizációk Múzeuma
- Anatólia történelme